# KRS-One
Lawrence Krisna Parker (Nova York, 20 d'agost de 1965), més conegut pels seus noms artístics KRS-One, abreviatura de Knowledge Reigns Supreme Over Nearly Everyone, i Teacha, és un cantant estatunidenc de la ciutat de Nova York. Va guanyar protagonisme com a part del grup de hip-hop Boogie Down Productions, que va formar amb el DJ Scott La Rock a mitjans dels anys 1980. KRS-One és conegut per les cançons «Sound of da Police», «Love's Gonna Get'cha (Material Love)» i «My Philosophy». Boogie Down Productions va rebre nombrosos premis i elogis de la crítica amb la publicació de l'àlbum de debut del grup, Criminal Minded. Després, Scott La Rock va ser assassinat a trets, però KRS-One va continuar el grup com a projecte en solitari fins que va començar a publicar discos amb el seu propi nom el 1993.
També va iniciar el Moviment Stop the Violence i és un activista del veganisme, concepció expressada en cançons com «Beef». És considerat àmpliament com una influència notable per a molts artistes de hip-hop.

## Trajectòria
Després del tiroteig mortal de Scott La Rock el 1987, KRS va decidir de continuar amb Boogie Down Productions amb la publicació de l'àlbum By All Means Necessary el 1988. S'hi van unir el beatboxer D-Nice, la rapera Ramona «Ms. Melodie» Parker (el matrimoni de la qual amb KRS duraria de 1988 a 1992) i el seu germà petit, DJ Kenny Parker, entre d'altres. Tanmateix, Boogie Down Productions continuaria essent principalment de KRS, i el contingut del grup esdevindria cada cop més polític a través dels àlbums posteriors com Ghetto Music: The Blueprint of Hip Hop, Edutainment, Live Hardcore Worldwide i Sex and Violence.
Després de cinc àlbums sota el nom de Boogie Down Productions, KRS-One va encetar la seva carrera com a solista. En el seu primer àlbum en solitari, Return of the Boom Bap, de 1993, va treballar juntament amb els productors DJ Premier, Kid Capri i Showbiz, aquest últim proporcionant el tema «Sound of da Police». En el seu segon àlbum, KRS-One, de 1995, va col·laborar amb el duo Channel Live a «Free Mumia». Altres artistes convidats destacats a KRS-One són Mad Lion, Busta Rhymes, Das EFX i Fat Joe.
El 1991, KRS-One va aparèixer al senzill «Radio Song» del grup de rock REM, inclòs a l'àlbum de la banda Out of Time, publicat el mateix any.
El 1997 KRS-One va sorprendre el seu públic amb la publicació d'I Got Next. El senzill principal de l'àlbum, «Step into a World (Rapture's Delight)», que conté una picada d'ullet al grup new wave Blondie, va ser acompanyat d'un remix amb la icona del rap comercial Puff Daddy. Aquest va ser el seu àlbum en solitari més venut i va aconseguir el número 3 al Billboard 200.
L'any 2002, va publicar un àlbum de rap gòspel, Spiritual Minded, que va sorprendre a molts dels seus seguidors atès que amb anterioritat havia denunciat el cristianisme com una «religió dels mestres d'esclaus» que els afroamericans no haurien de seguir. Durant aquest període, KRS va fundar el Temple of Hip Hop, una organització per a preservar i promoure la «cultura hip-hop». Els llançaments posteriors van incloure Kristyles de 2003, Keep Right de 2004 i Life de 2006.
El 2004, KRS va afirmar durant una taula rodona organitzada per la revista The New Yorker que «ens vam animar quan va passar l'11 de setembre». El seu comentari va ser criticat per molts mitjans, com New York Daily News, que el va qualificar d'«anarquista» i va dir que «si Osama bin Laden mai compra un àlbum de rap, probablement començarà amb un CD de KRS-One».
A finals de 2005 KRS-One va aparèixer al costat de Chuck D de Public Enemy en el remix de la cançó «Bin Laden» d'Immortal Technique i DJ Green Lantern, que culpa el neoconservadorisme, la doctrina Reagan i el president George W. Bush de l'atac al World Trade Center establint un paral·lelisme amb la devaluació, la destrucció i la violència urbana present a les comunitats d'habitatge social.
El 2012 KRS-One va fer una gira per Austràlia per primera vegada. El desembre de 2020, KRS-One va llançar el seu 23è àlbum en solitari Between Da Protetests.

## Discografia
| - Return of the Boom Bap (1993) - KRS-One (1995) - I Got Next (1997) - The Sneak Attack (2001) - Spiritual Minded (2002) - Kristyles (2003) - Keep Right (2004) - Life (2006) - Adventures in Emceein (2008) - Maximum Strength (2008) - The BDP Album (2012) - Never Forget (2013) - Now Hear This (2015) - The World Is Mind (2017) - Street Light (First Edition) (2019) - Between Da Protests (2020) - I M A M C R U 1 2 (2022) | - Criminal Minded (1987) - By All Means Necessary (1988) - Ghetto Music: The Blueprint of Hip Hop (1989) - Edutainment (album)\|Edutainment (1990) - Sex and Violence (1992) |

## Obra publicada
- The Science of Rap (1996)
- Ruminations (2003)
- The Gospel of Hip Hop: The First Instrument (2009)